# Idrimi

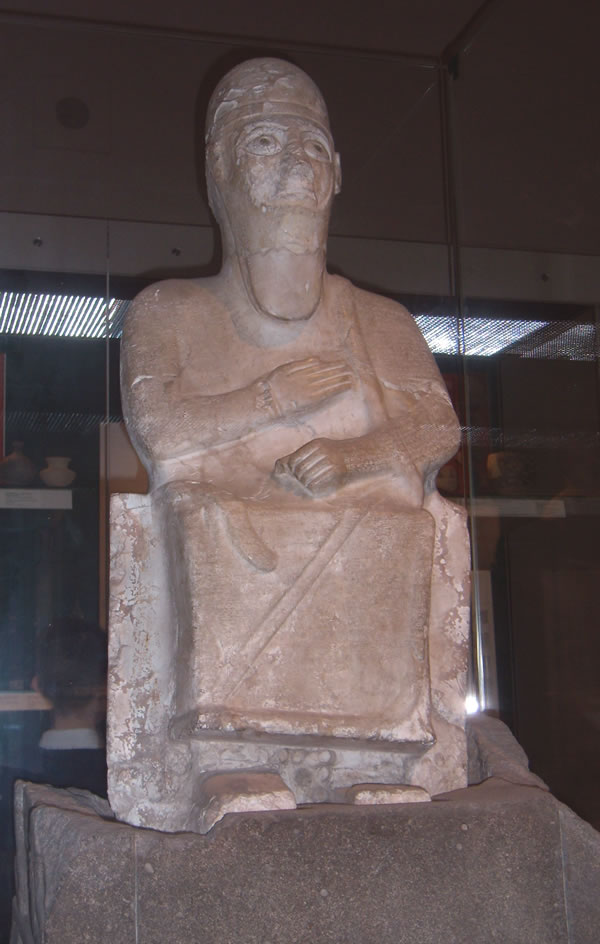
Die Statue des Idrimi

Idrimi, König von Alalach (1475–1450 v. Chr. ?), war Vasall des Königreichs von Mittani. Im Jahr 1447 v. Chr. (33. Regierungsjahr des Thutmosis III.) wurde Idrimi gegenüber Ägypten tributpflichtig.
Das Gebiet des kleinen Königreichs, besser Fürstentums des Idrimi liegt heute auf türkischem Staatsgebiet, gehört aber eher zum altsyrischen Kulturkreis. Als Pufferzone oder Zankapfel zwischen anatolischen und mesopotamischen Großmächten konnten in deren Schwächephasen kleinere Herrschaftsgebiete überleben. Zu Idrimis Zeit entstand noch mehr Unruhe, weil Mittani erstarkte und Ägypten nach Norden griff. Geschichtlich ist Idrimi eine Randerscheinung, kunstgeschichtlich hat er aber Bedeutung für die Nachwelt.
In den Ruinen des Tempelbezirks von Alalach wurde nämlich eine zerbrochene Sitzstatue Idrimis gefunden. Sie ist aus Stein mit einer Höhe von 140 cm und ganzflächig mit seinem Lebenslauf beschriftet. Der Stil ist verflachtes altsyrisch. In einem fehlerhaften Akkadisch gibt die autobiografische Inschrift Idrimis Vita wieder. Er floh als Prinz aus der Stadt Halab und verbrachte eine längere Zeit im Exil, darunter bei den Sutäern und den Apiru. Diese Fluchtgeschichte ist zugleich die älteste bekannte schriftliche Erwähnung von Kanaan.
Nachdem er wehrhafte Anhänger um sich geschart hatte, kehrte er nach Alalach zurück und wurde in seiner Herrschaft über die Stadt vom mitannischen König Baratarna in abhängiger Königsherrschaft bestätigt.
Nachfolger Idrimis als Herrscher von Alalach wurde sein Sohn Niqmepa.